# إري (كولورادو)
إري (بالإنجليزية: Erie, Colorado) هي بلدة تقع في مقاطعة بولدر، كولورادو بولاية كولورادو في الولايات المتحدة. تبلغ مساحتها 44.8 (كم²)، وترتفع عن سطح البحر 1564 م، بلغ عدد سكانها 18135 نسمة في عام 2010 حسب إحصاء مكتب تعداد الولايات المتحدة وتصل الكثافة السكانية فيها 407.6 نسمة/كم2.

## وصلات خارجية
- www.erieco.gov
- The US50 - Cities and Towns in Colorado State
- Colorado Cities and Towns, Facts, Map, Flag, Colleges, Government, and More